# Associazione Calcio Femminile Firenze 2007-2008
Questa voce raccoglie le informazioni riguardanti l'Associazione Calcio Femminile Firenze nelle competizioni ufficiali della stagione 2007-2008.

## Divise e sponsor
Le tenute di gioco ripropongono i colori della Fiorentina maschile, con tenuta casalinga completamente viola. Lo sponsor principale era Il Gioiello.
| Casa | Trasferta |

## Organigramma societario
Tratto dal sito Football.it.
Area amministrativa
- Presidente: Luciano Bagni
- Consigliere: Maurizio Scheggi
- Direttore Generale: Andrea Guagni
- Direttore Sportivo: Francesco Ciolli
- Segretario Generale: Maurizio Moretti

Area tecnica
- Allenatore: Alessandro Cosi (fino al 31 dicembre 2007), Agostino Casazza (dal 1º gennaio 2008)
- Preparatore atletico: Erica Rizzo
- Fisioterapista: Anita Pozza

## Rosa
Rosa e ruoli tratti dal sito Football.it.
| N. |                   | Ruolo | Calciatrice        |
| -- | ----------------- | ----- | ------------------ |
|    | Italia (bandiera) | P     | Antonella Frediani |
|    | Italia (bandiera) | P     | Ilaria Leoni       |
|    | Italia (bandiera) | D     | Eleonora Benucci   |
|    | Italia (bandiera) | D     | Sara Colzi         |
|    | Italia (bandiera) | D     | Alia Guagni        |
|    | Italia (bandiera) | D     | Elisa Lucherini    |
|    | Italia (bandiera) | D     | Paola Mauro        |
|    | Italia (bandiera) | D     | Chiara Perini      |
|    | Italia (bandiera) | D     | Martina Pitzus     |
|    | Italia (bandiera) | D     | Cristina Ugolini   |
|    | Italia (bandiera) | C     | Alessandra Barreca |

| N. |                   | Ruolo | Calciatrice         |
| -- | ----------------- | ----- | ------------------- |
|    | Italia (bandiera) | C     | Eleonora Binazzi    |
|    | Italia (bandiera) | C     | Sara Longinotti     |
|    | Italia (bandiera) | C     | Martina Manetti     |
|    | Italia (bandiera) | C     | Alessandra Nencioni |
|    | Italia (bandiera) | C     | Giulia Orlandi      |
|    | Italia (bandiera) | C     | Valentina Pacini    |
|    | Italia (bandiera) | C     | Simona Parrini      |
|    | Italia (bandiera) | C     | Serena Patu         |
|    | Italia (bandiera) | C     | Valentina Rosini    |
|    | Italia (bandiera) | A     | Francesca Baglieri  |
|    | Italia (bandiera) | A     | Silvia Balloni      |

## Calciomercato

### Sessione estiva
| Acquisti | Acquisti           | Acquisti              | Acquisti   |
| R.       | Nome               | a                     | Modalità   |
| -------- | ------------------ | --------------------- | ---------- |
| P        | Antonella Frediani | Agliana               | svincolata |
| C        | Valentina Pacini   | Laurenthiana Isolotto | definitivo |

| Cessioni | Cessioni | Cessioni | Cessioni |
| R.       | Nome     | a        | Modalità |
| -------- | -------- | -------- | -------- |
|          |          |          |          |

## Risultati

### Serie A

#### Girone di andata
| Arbitro: | Bedin (Padova) |

|                           |           |                      |
| Mauro 3’ Brumana 47’, 74’ | Marcatori | 23’ Colzi 69’ Guagni |

| Arbitro: | Simone Berni (Forlì) |

|           |           |                                   |
| Guagni 7’ | Marcatori | 11’ Sancassani 51’ Croce 65’ Cama |

| Arbitro: | Alberto Zou (Ozieri) |

|                                         |           |  |
| Tona 16’ (rig.) Fuselli 52’ Cortesi 69’ | Marcatori |  |

| Arbitro: | ? Sciortino (San Giovanni Valdarno) |

|  |           |                            |
|  | Marcatori | 81’ Toselli 91’ Gabbiadini |

| Arbitro: | Marco Dal Borgo (Verona) |

|  |           |             |
|  | Marcatori | 57’ Barreca |

| Arbitro: | Valerio Sambi (Ravenna) |

|                                        |           |                   |
| Baglieri 22’ Guagni 29’, 72’ Colzi 77’ | Marcatori | 62’ (rig.) Maglio |

| Arbitro: | Marco Avoni (Imola) |

|           |           |                             |
| Mauro 58’ | Marcatori | 39’ (rig.) D'Adda 55’ Ricco |

| Arbitro: | Marco Serra (Torino) |

|              |           |  |
| Mantuano 15’ | Marcatori |  |

| Arbitro: | Federico Granci (Città di Castello) |

|           |           |                           |
| Mauro 15’ | Marcatori | 48’ Bonometti 54’ Riboldi |

| Arbitro: | Alessandro Romeo (Como) |

|               |           |             |
| Del Prete 87’ | Marcatori | 85’ Orlandi |

| Arbitro: | Tommaso Gosti (Perugia) |

|  |           |                                   |
|  | Marcatori | 5’ Gueli 44’ Pasqui 47’ Carissimi |

#### Girone di ritorno
| Arbitro: | Alfredo Pavone (Forlì) |

|           |           |                   |
| Colzi 74’ | Marcatori | 3’ (rig.) Brumana |

| Arbitro: | Marco Scirè (Chivasso) |

|                       |           |  |
| Miniati 63’ Fadda 73’ | Marcatori |  |

| Arbitro: | Paola Culicelli (Ostia) |

|  |           |              |
|  | Marcatori | 19’ Iannella |

| Arbitro: | Massimo Pasolini (Brescia) |

|                                   |           |  |
| Panico 3’, 53’ Gabbiadini 9’, 16’ | Marcatori |  |

| Arbitro: | Orlando Pagnotta (Nocera Inferiore) |

|  |           |                          |
|  | Marcatori | 28’ Serra 74’ Meneghelli |

| Arbitro: | Marco Dal Borgo (Verona) |

|                                               |           |                                                        |
| Bortolus 23’ Lavia 40’ Miani 43’ Degrassi 77’ | Marcatori | 5’ Mauro 12’ (rig.), 72’, 84’ (rig.) Barreca 55’ Colzi |

| Arbitro: | Riccardo Bucchino (Torino) |

|                                      |           |                       |
| Greco 8’ Ricco 18’, 26’ Stracchi 59’ | Marcatori | 16’ Barreca 58’ Colzi |

| Arbitro: | Walther Colì (Bologna) |

|                |           |              |
| Guagni 5’, 57’ | Marcatori | 83’ Piccinno |

| Arbitro: | Matteo Della Valle (Albenga) |

|                                   |           |  |
| Mangili 28’ Riboldi 46’, 58’, 73’ | Marcatori |  |

| Firenze 12 aprile 2008 21ª giornata | Firenze                 | 0 – 0 referto | Reggiana | Imp. sp. com. San Marcellino\| Arbitro: \| Valerio Sambi (Ravenna) \| |
| Arbitro:                            | Valerio Sambi (Ravenna) |               |          |                                                                       |

| Arbitro: | Nicolò Maria Pagliano (Milano) |

|                            |           |  |
| Zorri 9’ (rig.) Sodini 63’ | Marcatori |  |

### Coppa Italia

#### Primo turno
Girone H

## Statistiche

### Statistiche di squadra
| Competizione | Punti | In casa | In casa | In casa | In casa | In casa | In casa | In trasferta | In trasferta | In trasferta | In trasferta | In trasferta | In trasferta | Totale | Totale | Totale | Totale | Totale | Totale | DR  |
| Competizione | Punti | G       | V       | N       | P       | Gf      | Gs      | G            | V            | N            | P            | Gf           | Gs           | G      | V      | N      | P      | Gf     | Gs     | DR  |
| ------------ | ----- | ------- | ------- | ------- | ------- | ------- | ------- | ------------ | ------------ | ------------ | ------------ | ------------ | ------------ | ------ | ------ | ------ | ------ | ------ | ------ | --- |
| Serie A      | 15    | 11      | 2       | 2       | 7       | 10      | 18      | 11           | 2            | 1            | 8            | 11           | 28           | 22     | 4      | 3      | 15     | 21     | 46     | -25 |
| Coppa Italia | -     | -       | -       | -       | -       | -       | -       | -            | -            | -            | -            | -            | -            | -      | -      | -      | -      | -      | -      | -   |
| Totale       | -     | -       | -       | -       | -       | -       | -       | -            | -            | -            | -            | -            | -            | -      | -      | -      | -      | -      | -      | -   |

### Statistiche delle giocatrici
| Giocatore     | Serie A  | Serie A | Serie A     | Serie A    | Coppa Italia | Coppa Italia | Coppa Italia | Coppa Italia | Totale   | Totale | Totale      | Totale     |
| Giocatore     | Presenze | Reti    | Ammonizioni | Espulsioni | Presenze     | Reti         | Ammonizioni  | Espulsioni   | Presenze | Reti   | Ammonizioni | Espulsioni |
| ------------- | -------- | ------- | ----------- | ---------- | ------------ | ------------ | ------------ | ------------ | -------- | ------ | ----------- | ---------- |
| F. Baglieri   | 20       | 1       | 0           | 0          | ?            | ?            | ?            | ?            | 20+      | 1+     | 0+          | 0+         |
| S. Balloni    | 1        | 0       | 0           | 0          | ?            | ?            | ?            | ?            | 1+       | 0+     | 0+          | 0+         |
| A. Barreca    | 22       | 5       | 2           | 0          | ?            | ?            | ?            | ?            | 22+      | 5+     | 2+          | 0+         |
| E. Benucci    | 21       | 0       | 2           | 0          | ?            | ?            | ?            | ?            | 21+      | 0+     | 2+          | 0+         |
| E. Binazzi    | 12       | 0       | 1           | 0          | ?            | ?            | ?            | ?            | 12+      | 0+     | 1+          | 0+         |
| S. Colzi      | 22       | 5       | 0           | 0          | ?            | ?            | ?            | ?            | 22+      | 5+     | 0+          | 0+         |
| A. Frediani   | 9        | -18     | 1           | 0          | ?            | ?            | ?            | ?            | 9+       | -18+   | 1+          | 0+         |
| A. Guagni     | 20       | 6       | 0           | 1          | ?            | ?            | ?            | ?            | 20+      | 6+     | 0+          | 1+         |
| I. Leoni      | 14       | -28     | 0           | 0          | ?            | ?            | ?            | ?            | 14+      | -28+   | 0+          | 0+         |
| S. Longinotti | 1        | 0       | 0           | 0          | ?            | ?            | ?            | ?            | 1+       | 0+     | 0+          | 0+         |
| E. Lucherini  | 18       | 0       | 2           | 0          | ?            | ?            | ?            | ?            | 18+      | 0+     | 2+          | 0+         |
| M. Manetti    | 2        | 0       | 0           | 0          | ?            | ?            | ?            | ?            | 2+       | 0+     | 0+          | 0+         |
| P. Mauro      | 22       | 3       | 1           | 0          | ?            | ?            | ?            | ?            | 22+      | 3+     | 1+          | 0+         |
| A. Nencioni   | 19       | 0       | 0           | 0          | ?            | ?            | ?            | ?            | 19+      | 0+     | 0+          | 0+         |
| G. Orlandi    | 18       | 1       | 5           | 0          | ?            | ?            | ?            | ?            | 18+      | 1+     | 5+          | 0+         |
| V. Pacini     | 4        | 0       | 0           | 0          | ?            | ?            | ?            | ?            | 4+       | 0+     | 0+          | 0+         |
| S. Parrini    | 12       | 0       | 0           | 0          | ?            | ?            | ?            | ?            | 12+      | 0+     | 0+          | 0+         |
| S. Patu       | 10       | 0       | 2           | 1          | ?            | ?            | ?            | ?            | 10+      | 0+     | 2+          | 1+         |
| C. Perini     | 1        | 0       | 0           | 0          | ?            | ?            | ?            | ?            | 1+       | 0+     | 0+          | 0+         |
| M. Pitzus     | 20       | 0       | 4           | 0          | ?            | ?            | ?            | ?            | 20+      | 0+     | 4+          | 0+         |
| V. Rosini     | 8        | 0       | 0           | 0          | ?            | ?            | ?            | ?            | 8+       | 0+     | 0+          | 0+         |
| C. Ugolini    | 18       | 0       | 6           | 1          | ?            | ?            | ?            | ?            | 18+      | 0+     | 6+          | 1+         |